# フィル・デント
フィル・デント（Phil Dent, 1950年2月14日 - ）は、オーストラリア・シドニー出身の男子テニス選手。1974年の全豪オープン男子シングルス準優勝者。キャリアを通じてダブルスに優れ、ATPツアーでシングルス3勝、ダブルス24勝を挙げた。身長182cm、体重78kg、右利き。テーラー・デントの父親としても有名である。
フィル・デントの4大大会出場歴は1968年から始まるが、この年はテニス4大大会にプロ選手の出場を解禁する「オープン化措置」が実施された転換期であった。デントは4大大会初出場となった1968年1月の「全豪選手権」でいきなりベスト8に進出する。オープン化制度のもとで開かれた1968年「全仏オープン」には出場していないが、ウィンブルドン選手権に出場した。1969年から「全豪オープン」となった地元開催の4大大会では、1回戦でケン・ローズウォールに敗退する。彼のテニス経歴のハイライトとなった1974年の全豪オープンでは、決勝でジミー・コナーズに 6-7, 4-6, 6-4, 3-6 で敗れて準優勝に終わった。その後、デントは1977年に全仏オープンでベスト4、ウィンブルドンでベスト8入りを果たしたが、全米オープンは1973年の3回戦進出が最高で、全米との相性は良くなかった。
フィル・デントはダブルスに強く、同じオーストラリアのジョン・アレクサンダーと組んで多くの好成績を残した。地元開催の全豪オープンでは、1975年にアレクサンダーとのペアで優勝を飾ったが、1970年・1973年・1977年12月の大会で3度準優勝がある。（1977年の全豪オープンは、年頭の1月開催と年末の12月開催の2度行われた。）全仏オープンの男子ダブルスでは、1975年と1979年の2度準優勝に終わった。1975年はアレクサンダーとのペアだったが、1979年は（いつもと違って）同じオーストラリアのロス・ケースと組んだ。ウィンブルドンでも1977年にアレクサンダーとのペアで準優勝している。4大大会の男子ダブルス決勝では、通算「1勝6敗」の成績を記録した。混合ダブルスでは、1976年の全米オープンでビリー・ジーン・キング夫人と組んで優勝したことがある。
息子のテーラー・デントが1981年4月24日にアメリカ・カリフォルニア州で生まれた時、父親のフィルはまだ現役選手であった。デントは1983年11月の全豪オープン1回戦敗退を最後に現役を引退したが、息子のテーラーも世界の一流プロテニス選手へと成長し、世界でも珍しい“親子2代男子テニス選手”として活躍している。